# Marion E. Hay
Marion E. Hay, född 9 december 1865 i Adams County i Wisconsin, död 21 november 1933 i Spokane i Washington, var en amerikansk republikansk politiker. Han var Washingtons guvernör 1909–1913.
Hay gifte sig 1887 med Lizzie L. Muir och flyttade 1888 till i Washingtonterritoriet.
Hay tillträdde 1909 som Washingtons viceguvernör. Guvernör Samuel G. Cosgrove avled senare samma år och Hay tillträdde guvernörsämbetet. Han efterträddes 1913 som guvernör av Ernest Lister. Hay avled 1933 och gravsattes på begravningsplatsen Riverdale Memorial Park i Spokane.